# Жедяевская, Галина Дмитриевна
Галина Дмитриевна Жедяевская (1923, Лаишев, Татарская АССР  — 2003, Саратов) — гвардии старший сержант, механик 125-й гвардейского пикировочно-бомбардировочного авиационного имени Марины Расковой Борисовский орденов Суворова и Кутузова полка . Выпускница Саратовского автомобильно-дорожного института (САДИ), доцент кафедры «Производство и ремонт машин» САДИ.

## Семья
Родилась в городе Лаишев Татарской АССР в 1923 году. Отец скончался в 1922 году. Мать — Вера Николаевна Ноллетова (Жедяевская) (1894—1983) .

## Первые студенческие годы
В 1938 г. была зачислена на первый курс автомобильного факультета САДИ. В своих воспоминаниях (1952)  Г.Д. Жедяевская с благодарностью называла имена некоторых своих преподавателей: Ф.Г. Плохова (математика), Г.И. Климчицкого (сопротивление материалов), профессора Берга (теоретическая механика), В.Л. Бойницкого  (начертательная геометрия).

## Участие в Великой Отечественной войне
Летом 1941 года проходила производственную практику на Ленинградском Кировском заводе.  После начала Великой Отечественной войны 22 июня 1941 года студенты вернулись под руководством М.Д. Цфасса  в Саратов. В течение лета 1941 года Г.Д. Жедяевская работала в студенческих бригадах по перевозу имущества Саратовского автодорожного института в другие помещения Саратова, в связи с  размещением в здании САДИ Наркомата авиационной промышленности; на уборке урожая на территории Республики Немцев Поволжья; на строительстве оборонительных сооружений (противотанковых рвов, ходов сообщения и землянок) вокруг Саратова в районе села Кологривовка.
8 октября 1941 года в Энгельсе были организованы женские авиационные полки: 586-й истребительный  авиаполк  на  самолетах  Як-1,  587-й авиационный полк ближних бомбардировщиков на самолетах Су-2 (с июня 1942 года  он  перешел  на  пикирующие  бомбардировщики  Пе-2)  и  588-й  ночной авиаполк на самолетах У-2 (в дальнейшем По-2). Формирование полков было поручено Герою Советского Союза М.М. Расковой, которая также была назначена командиром 587-го авиационного полка. По призыву Саратовского горкома ВЛКСМ после медицинской комиссии для работы в этом полку уходят студентки САДИ Галина Жедяевская, Вера Максюшина, Мария Жиркова, Юлия Тюлякова, Лидия Целовальникова, Вера Колесникова.
В 1942 году Г. Жедяевская поступила на краткосрочные курсы авиамехаников. Во время учебы работала мотористом, после окончания – авиамехаником в женском 587-й бомбардировочном авиационном полку (с 4 сентября 1943 года преобразован в 125-й гвардейский пикировочно-бомбардировочный авиационный имени Марины Расковой Борисовский орденов Суворова и Кутузова полк). Воинское звание – гвардии старший сержант. Г.Д.Жедяевская  – служила механиком экипажа гвардии старшего лейтенанта Г.Д. Ломановой первой эскадрильи полка.
Г.Д. Жедяевская являлась одним из лучших механиков полка. За время военной службы она обеспечила 101 безаварийный вылет без единого отказа или невыхода самолета в полет. Дважды обеспечивала быстрый и качественный ремонт на месте вынужденной посадки подбитого самолета. За отличную работу и восстановление материальной части полка 22 сентября 1943 года награждена медалью «За боевые заслуги» .

## Трудовая деятельность
После окончания войны Г. Д. Жедяевская возвратилась в вуз и успешно закончила обучение на автомеханическом факультете. Была  оставлена на работе на кафедре «Производство и ремонт машин», где прошла трудовой путь от лаборанта до доцента. 

### Научная работа
Г.Д. Жедяевская принимала участие в исследованиях по изучению условий получения пористых железных покрытий и их свойства, в результате которых был предложен процесс пористого осталивания  для  наращивания  деталей,  работающих  в  условиях  высоких нагрузок и неустойчивой граничной смазки. Кроме того, Г.Д. Жедяевская изучала износостойкость электролитического железа в  условиях  ограниченной  смазки,  эти  испытания  носили  сравнительный характер. 
В 1963 году Г.Д. Жедяевская под руководством доктора технических наук М.П. Мелкова защитила диссертацию на соискание степени кандидата технических наук по теме «Исследование условий получения и некоторых свойств пористых осадков электролитического железа».

### Научные труды
- М.П. Мелков, Г.Д. Желяевская. Авторское свидетельство №118049 на изобретение «Пористое осталивание». — СССР, 1959.
- Г.Д. Жедяевская, науч. рук. М.П. Мелков. Исследование условий получения и некоторых свойств пористых осадков электролитического железа [Текст] : автореферат диссертации на соискание ученой степени канд. техн. наук. — Москва: Московский автомобильно-дорожный институт, 1963. — 31 с.
- Г.Д. Жедяевская, В.А. Бабенко, В.А. Ветренникова. Исследование технологического процесса восстановления деталей твёрдым электролитическим хромированием. — Саратов: Саратовский государственный технический университет, 2006. — 12 с.

## Награды
- Медаль «За боевые заслуги» (1943) [7].

## Комментарии
1. ↑  М.Д. Цфасс (1903—1984) — преподаватель САДИ, в 1950-е годы — ассистент на механико-технологическом факультете САДИ. [4].